# Iffendic
Iffendic (prononciation : /i.fɛ̃'dik/) est une commune française située dans le département d'Ille-et-Vilaine, en  Bretagne, peuplée de 4 603 habitants.

## Géographie

### Localisation
Le territoire de la commune comprend une exclave située au nord-ouest comprenant deux zones qui ne sont rattachées que par la largeur d'une route (quasi-quadripoints).
| Saint-Onen-la-Chapelle                          | Boisgervilly, Saint-Uniac, Montauban-de-Bretagne | Bédée, La Nouaye           |
| Saint-Malon-sur-Mel, Saint-Gonlay, Saint-Maugan | Iffendic                                         | Montfort-sur-Meu, Talensac |
| Paimpont                                        | Monterfil, Saint-Péran                           |                            |

Les limites d'Iffendic et de Muel ne sont distantes que de quelques dizaines de mètres mais les communes ne sont pas limitrophes.

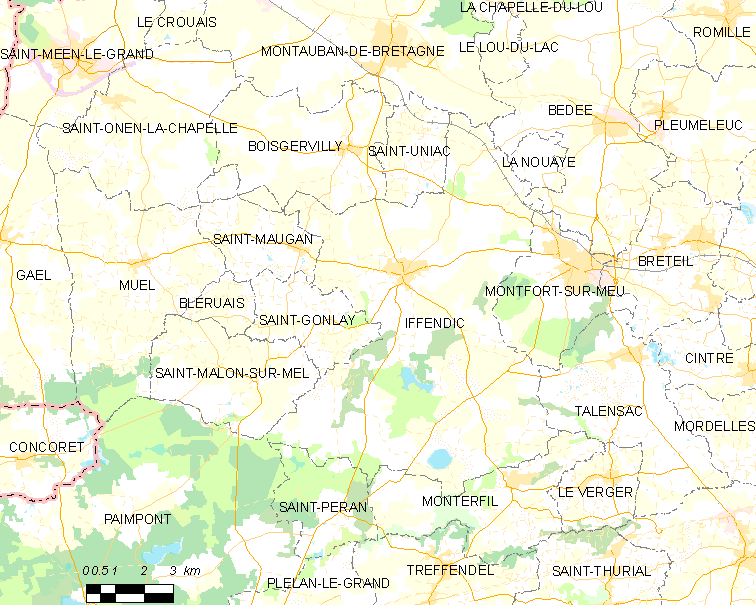
Carte de la commune d'Iffendic.

### Transports
Le bourg est traversé par les routes départementales D 30 (est-ouest) et D 61 (nord-ouest).
La commune est desservie par la ligne 2 Rennes - Montfort-sur-Meu - Gaël du service BreizhGo.

### Hydrographie
Pour un article plus général, voir Réseau hydrographique d'Ille-et-Vilaine.
La commune est située dans le bassin Loire-Bretagne. Elle est drainée par le Meu, le Garun, le Boutavent, l'Aune, le Hélouin, le ruisseau de Careil, le ruisseau du Bas cutelou, le Trémelin, la Fléchais, le ruisseau de Fronlan, le ruisseau de la Boulaie, le ruisseau de la Louais, le ruisseau de la Ville marchand, le ruisseau de Penhouët, le ruisseau de Trébriand, le ruisseau de Tréhieuc et le ruisseau des Rouliers,les Portes et un autre petit cours d'eau,.
Le Meu, d'une longueur de 84 km, prend sa source dans la commune de Saint-Vran et se jette  dans un bras de la Vilaine à Chavagne, après avoir traversé 21 communes. 
Le Garun, d'une longueur de 30 km, prend sa source dans la commune de Loscouët-sur-Meu et se jette  dans le Meu à Montfort-sur-Meu, après avoir traversé onze communes. Les caractéristiques hydrologiques du Garun sont données par la station hydrologique située dans la commune. Le débit moyen mensuel est de 0,581 m3/s. Le débit moyen journalier maximum est de 15,3 m3/s, atteint lors de la crue du 2 janvier 2014. Le débit instantané maximal est quant à lui de 21,9 m3/s, atteint le 11 mars 2013.
Le Boutavent, d'une longueur de 12 km, prend sa source dans la commune de Paimpont et se jette  dans le Meu sur la commune, après avoir traversé quatre communes. 

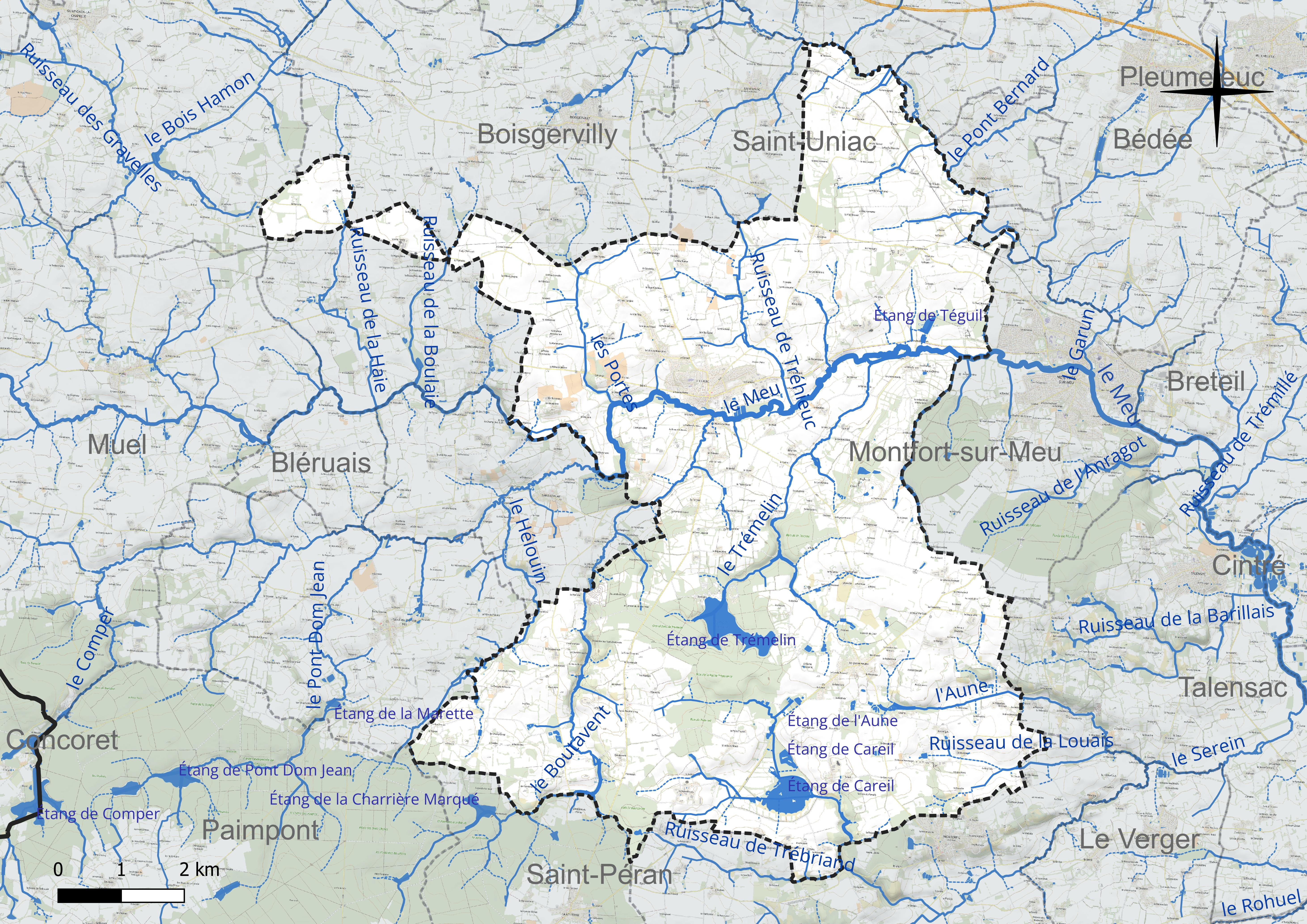
Réseau hydrographique d'Iffendic.

Cinq plans d'eau complètent le réseau hydrographique : l'étang de Boutavent, d'une superficie totale de 3,5 ha (3,5 ha sur la commune), l'étang de Careil (30,76 ha), l'étang de l'Aune (2,33 ha), l'étang de Téguil (2,67 ha) et l'étang de Trémelin (43,87 ha),.

### Faune et flore
Du point de vue de la richesse de la flore, Iffendic fait partie des communes du département possédant dans leurs différents biotopes le plus de taxons, soit 579 pour une moyenne communale de 348 taxons et un total départemental de 1 373 taxons (118 familles). On compte notamment 38 taxons à forte valeur patrimoniale (total de 207) ; 15 taxons protégés et 27 appartenant à la liste rouge du Massif armoricain (total départemental de 237).

### Climat
Pour des articles plus généraux, voir Climat de la Bretagne et Climat d'Ille-et-Vilaine.
En 2010, le climat de la commune est de type climat océanique altéré, selon une étude du CNRS s'appuyant sur une série de données couvrant la période 1971-2000. En 2020, Météo-France publie une typologie des climats de la France métropolitaine dans laquelle la commune est exposée à un climat océanique et est dans la région climatique  Bretagne orientale et méridionale, Pays nantais, Vendée, caractérisée par une faible pluviométrie en été et une bonne insolation. Parallèlement l'observatoire de l'environnement en Bretagne publie en 2020 un zonage climatique de la région Bretagne, s'appuyant sur des données de Météo-France de 2009. La commune est, selon ce zonage, dans la zone « Intérieur Est », avec des hivers frais, des étés chauds et des pluies modérées.
Pour la période 1971-2000, la température annuelle moyenne est de 11,5 °C, avec une amplitude thermique annuelle de 12,6 °C. Le cumul annuel moyen de précipitations est de 743 mm, avec 11,5 jours de précipitations en janvier et 6,3 jours en juillet. Pour la période 1991-2020, la température moyenne annuelle observée sur la station météorologique la plus proche, située sur la commune du Rheu à 18 km à vol d'oiseau, est de 12,2 °C et le cumul annuel moyen de précipitations est de 720,4 mm,. Pour l'avenir, les paramètres climatiques de la commune estimés pour 2050 selon différents scénarios d'émission de gaz à effet de serre sont consultables sur un site dédié publié par Météo-France en novembre 2022.

## Urbanisme

### Typologie
Au 1er janvier 2024, Iffendic est catégorisée bourg rural, selon la nouvelle grille communale de densité à sept niveaux définie par l'Insee en 2022.
Elle appartient à l'unité urbaine d'Iffendic, une unité urbaine monocommunale constituant une ville isolée,. Par ailleurs la commune fait partie de l'aire d'attraction de Rennes, dont elle est une commune de la couronne,. Cette aire, qui regroupe 183 communes, est catégorisée dans les aires de 700 000 habitants ou plus (hors Paris),.

### Occupation des sols
L'occupation des sols de la commune, telle qu'elle ressort de la base de données européenne d'occupation biophysique des sols Corine Land Cover (CLC), est marquée par l'importance des territoires agricoles (84,7 % en 2018), en diminution par rapport à 1990 (86,6 %). La répartition détaillée en 2018 est la suivante : 
terres arables (40,4 %), zones agricoles hétérogènes (32,2 %), prairies (12,1 %), forêts (11,6 %), zones urbanisées (2 %), eaux continentales (1,1 %), mines, décharges et chantiers (0,5 %), milieux à végétation arbustive et/ou herbacée (0,1 %). L'évolution de l'occupation des sols de la commune et de ses infrastructures peut être observée sur les différentes représentations cartographiques du territoire : la carte de Cassini (XVIIIe siècle), la carte d'état-major (1820-1866) et les cartes ou photos aériennes de l'IGN pour la période actuelle (1950 à aujourd'hui).

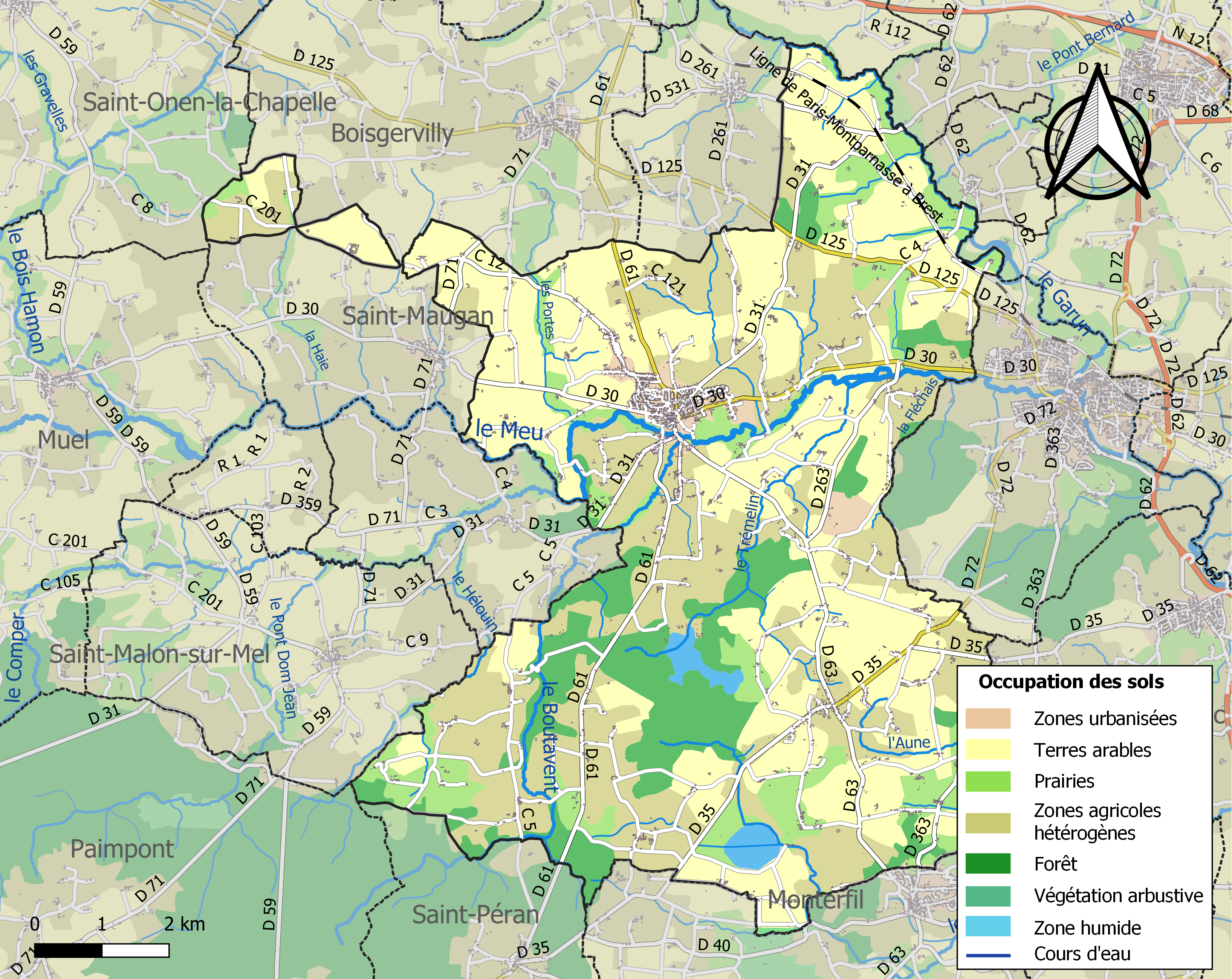
Carte des infrastructures et de l'occupation des sols de la commune en 2018 (CLC).

## Toponymie
Le nom de la localité est attesté sous les formes Hilphintic au XIIe siècle,, Hilphintic en 1122, Infindic en 1126, Infintic en 1187, Efindic en 1330.
La graphie ph de la forme du XIIe siècle est de type hellénisant. Le premier élément Hil- représente l'ancien breton hil « race, descendant », (breton hil « semence, postérité », également « lierre »). Le second élément est l'anthroponyme celtique Fintic,. Fintic est composé du suffixe diminutif breton -ic (autrement -ig) qui est communément employé, Fin- est sans doute la forme irlandaise du mot celtique signifiant « blanc » (breton gwenn). 13,6 % des toponymes sont d'origine bretonne.

## Histoire

### Préhistoire et Antiquité
Iffendic se situait au croisement de deux voies romaines ; la voie romaine nord/sud de Corseul à Nantes et la voie romaine est/ouest de Rennes (Condate) à Carhaix (Vorgium). On peut aussi évoquer des traces antérieures avec le menhir de la Pierre longue (néolithique) près des villages de la Barre et de Vau-Savelin.
De nombreux gisements de tegulae, et un édifice gallo-romain à proximité de la voie romaine Rennes-Carhaix, a reconnu en partie par prospection aérienne, a livré lui aussi des tegulae. Près du Mesnil une autre prospection aérienne a permis de déceler des structures correspondant probablement à un édifice gallo-romain.

### Moyen-Âge
Les Vikings ravagent le pays au Xe siècle et l'emplacement de l'église change, elle ne sera plus sur les berges du Meu.
L'église fut alors reconstruite en 1122 par un certain Jacob, à l'emplacement de l'église actuelle. En 1189, l'église d'Iffendic est donnée à l'abbaye de Marmoutier en Touraine qui fonde par la suite un prieuré dans la région. Après l'implantation des bénédictins, l'évêché de Saint-Malo conserve des droits non négligeables sur la paroisse d'Iffendic.
La paroisse était divisée en onze sections, notamment pour la perception des impôts : le Bourg, Allansac, la Barre, Boutavant, Canlou, Couacurel, Pintillac, Tréez, Tréhieuc, Trévit, Vaubeuzet.
Au Moyen Âge, Iffendic possédait en son territoire de nombreux édifices comme des manoirs et châteaux. Le château de Boutavent (XIIe siècle) abrita les seigneurs de Montfort lorsque le château de Montfort fut détruit. Ils restent à Boutavent pendant près de deux siècles avant de retourner dans leur ancien château ; celui de Montfort. Après cela, le site semble laissé à l'abandon, mais rien ne prouve qu'il n'a plus été habité par la suite.

### Révolution française
La population de la commune est favorable aux changements apportés par la Révolution française, surtout après la fin de la Terreur. La principale fête révolutionnaire est celle célébrant l'anniversaire de l'exécution de Louis XVI, accompagnée d'un serment de haine à la royauté et à l'anarchie, fêtée à partir de 1795.

### LeXIXesiècle
En 1839 le maire d'Iffendic, le marquis d'Andigné, demande un instituteur pour l'école communale ; le recteur d'académie envoie un normalien, mais la municipalité lui préfère un Frère de Lamennais pourtant n'ayant pas le brevet requis.

### LeXXesiècle

#### La Belle Époque
Le Journal officiel publie le 4 septembre 1909 un décret attribuant au bureau de bienfaisance d'Iffendic les biens placés sous séquestre et ayant appartenu à la fabrique de l'église.

#### La Seconde Guerre mondiale
La section FFI de Plélan-le-Grand fut fondée le  1er mars 1943 par le sous-lieutenant Bourhis en accord avec le lieutenant Duval. La section était constituée des groupes de Plélan, Maxent, Bréal, Treffendel, Saint-Malon, Iffendic et Mordelles.

### Héraldique
| Blason | Blasonnement : Taillé : au premier de gueules à l'aigle d'argent, membré d'or, chargé d'un écusson du champ surchargé de deux coupes aussi d'argent passées en sautoir, au second d'or au menhir du lieu de sable. |

## Politique et administration

### Jumelages
Orune (Italie) depuis 2003

## Démographie
L'évolution du nombre d'habitants est connue à travers les recensements de la population effectués dans la commune depuis 1793. Pour les communes de moins de 10 000 habitants, une enquête de recensement portant sur toute la population est réalisée tous les cinq ans, les populations de référence des années intermédiaires étant quant à elles estimées par interpolation ou extrapolation. Pour la commune, le premier recensement exhaustif entrant dans le cadre du nouveau dispositif a été réalisé en 2006.
En 2022, la commune comptait 4 603 habitants, en évolution de +3,35 % par rapport à 2016 (Ille-et-Vilaine : +5,46 %, France hors Mayotte : +2,11 %).
| 1793  | 1800  | 1806  | 1821  | 1831  | 1836  | 1841  | 1846  | 1851  |
| ----- | ----- | ----- | ----- | ----- | ----- | ----- | ----- | ----- |
| 3 968 | 4 315 | 4 010 | 4 459 | 4 292 | 4 251 | 4 299 | 4 319 | 4 464 |

| 1856  | 1861  | 1866  | 1872  | 1876  | 1881  | 1886  | 1891  | 1896  |
| ----- | ----- | ----- | ----- | ----- | ----- | ----- | ----- | ----- |
| 4 297 | 4 233 | 4 406 | 4 299 | 4 319 | 4 315 | 4 110 | 4 280 | 4 200 |

| 1901  | 1906  | 1911  | 1921  | 1926  | 1931  | 1936  | 1946  | 1954  |
| ----- | ----- | ----- | ----- | ----- | ----- | ----- | ----- | ----- |
| 4 028 | 4 038 | 3 919 | 3 386 | 3 428 | 3 202 | 3 267 | 3 127 | 2 892 |

| 1962  | 1968  | 1975  | 1982  | 1990  | 1999  | 2006  | 2011  | 2016  |
| ----- | ----- | ----- | ----- | ----- | ----- | ----- | ----- | ----- |
| 2 736 | 2 528 | 2 416 | 2 580 | 2 675 | 3 047 | 3 778 | 4 379 | 4 454 |

| 2021  | 2022  | - | - | - | - | - | - | - |
| ----- | ----- | - | - | - | - | - | - | - |
| 4 585 | 4 603 | - | - | - | - | - | - | - |

## Économie

### Tourisme
La gestion du tourisme à Iffendic est confiée par Montfort Communauté à l'office de tourisme du Pays de Montfort. La ville est également classée commune touristique.
Iffendic dispose également d'établissements d'hôtellerie, de restauration et d'un camping. La ville d'Iffendic possède également un atout environnemental et culturel, le lac de Trémelin, de plus ce lac est distingué comme Pavillon bleu.
Le marché se tient le jeudi soir de 16 h à 20 h, toute l'année.

## Lieux et monuments

### Monuments
La commune compte deux monuments historiques :
- L'église Saint-Éloi, de style gothique flamboyant, elle possède un splendide vitrail (1542). Le porche (1607) est surmonté d'une galerie servant d'ossuaire et d'une tour carrée plus tardive (1702) coiffée par une toiture en carène qui supporte un clocher campanile. Le vitrail et le portail sont inscrits par arrêté du 11 juin 1926[56].
- Le château de la Châsse date de 1895. Le bas-relief sculpté par Jean-Antoine Houdon, en 1781, est actuellement conservé au Louvre. Il a été classé par décret du 1er septembre 1930[57],[58].

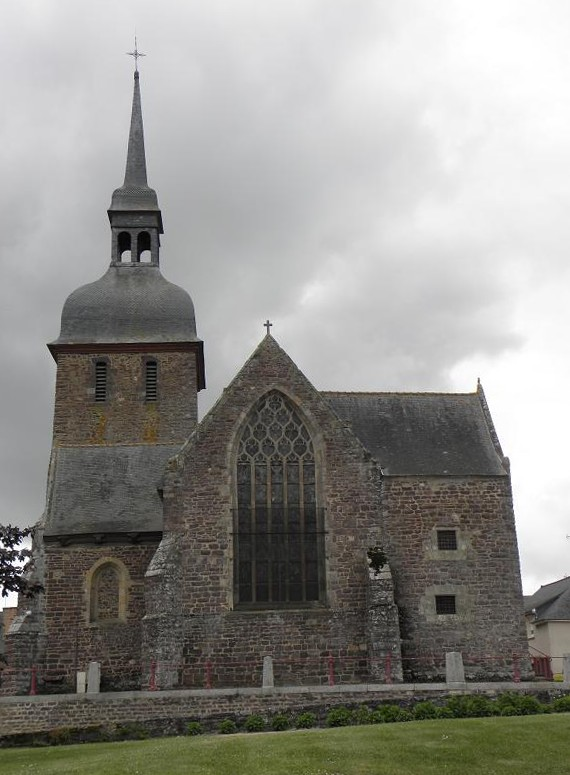
Chevet de l'église Saint-Éloi.
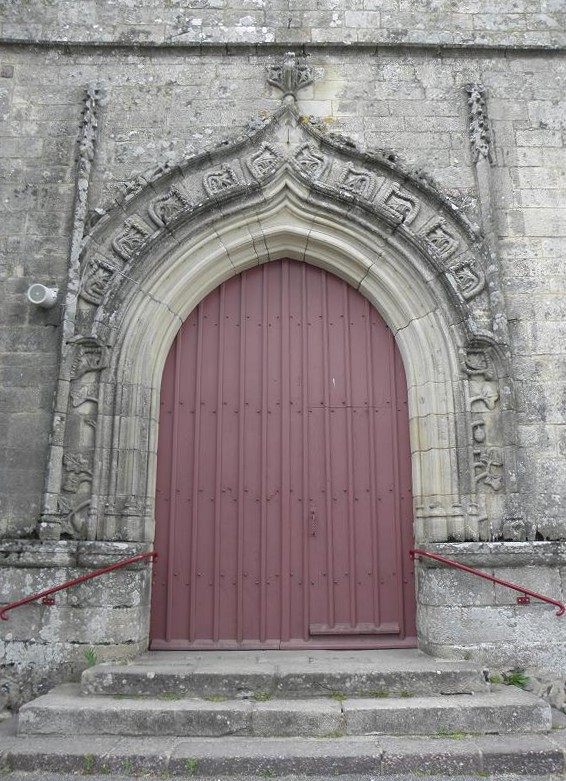
Le portail occidental.
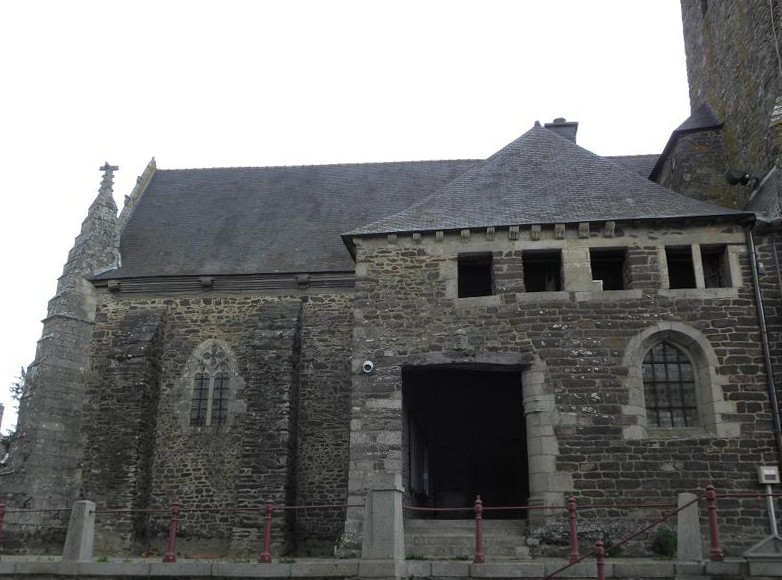
Porche sud et ancien ossuaire.
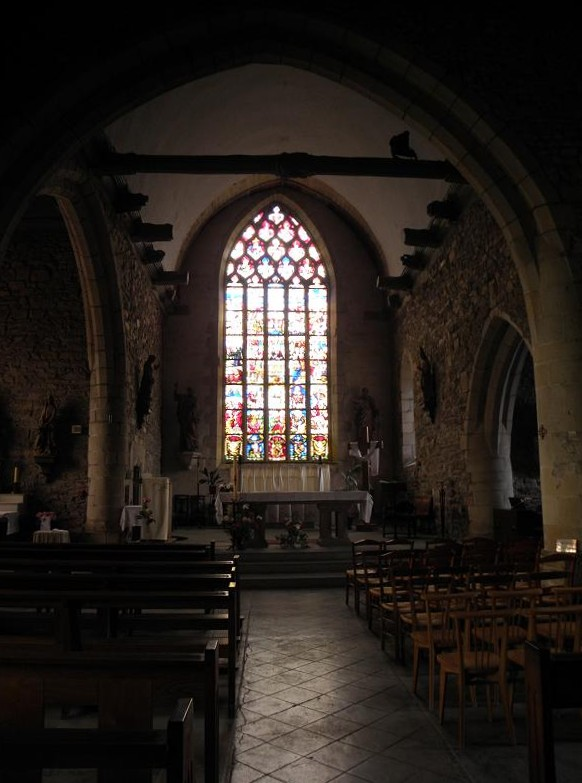
Intérieur de l'église Saint-Éloi.
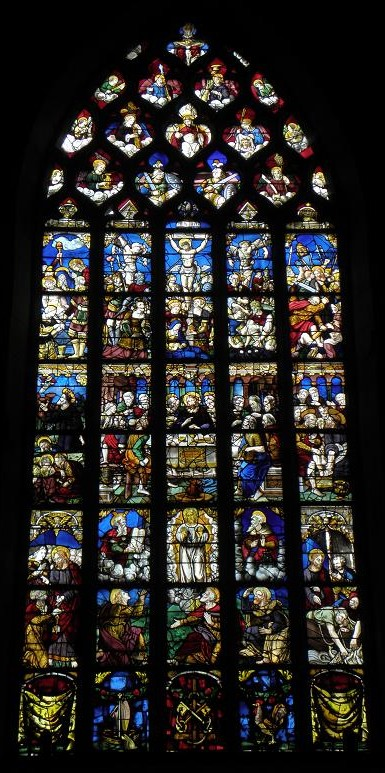
Maîtresse-vitre du XVIe, classée.
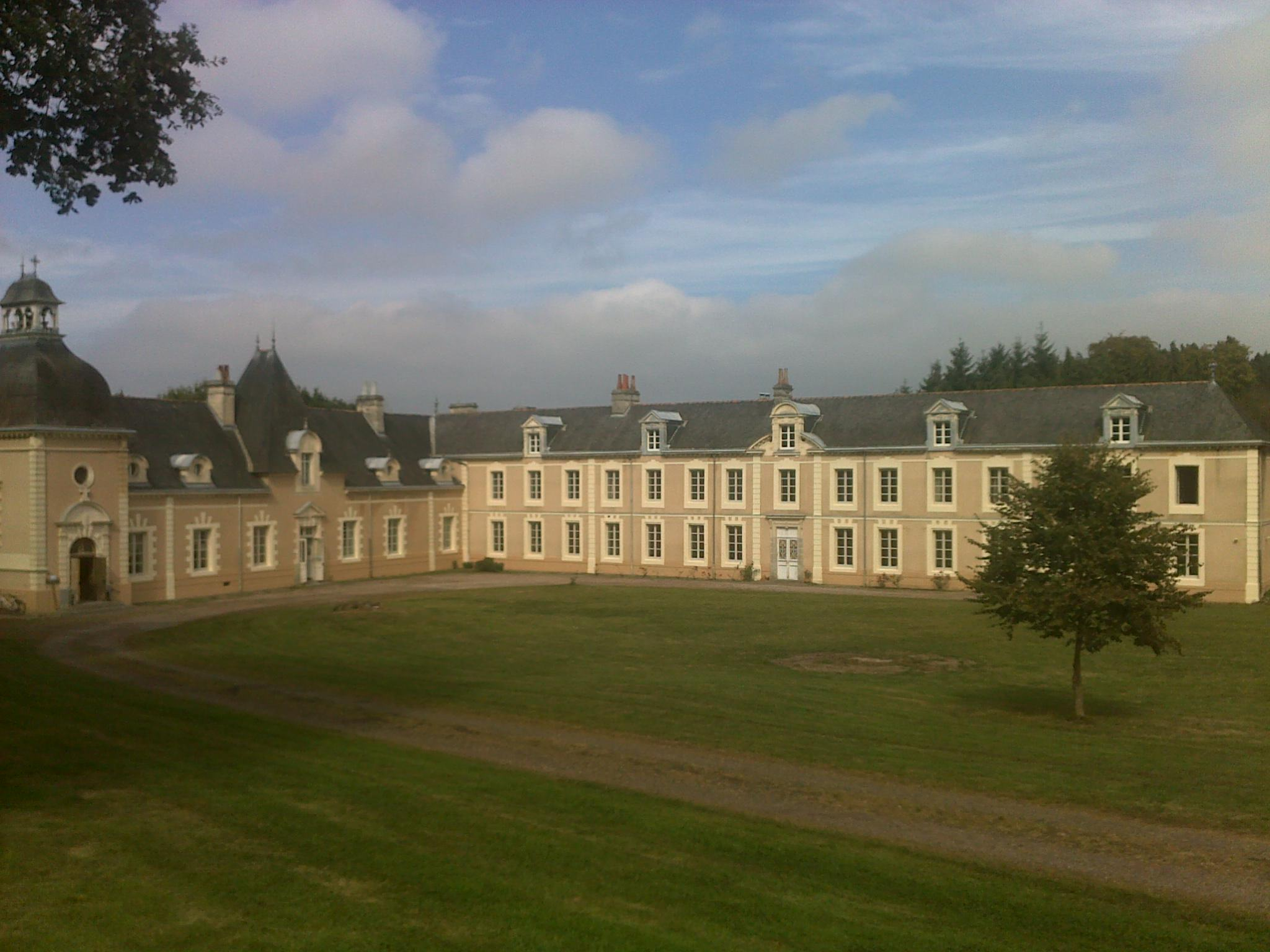
Château de la Chasse

#### Manoirs
La commune possède 378 fiches d'inventaire dont :
- Le manoir du Bas-Canlou
- Le manoir de Bouquidy
- Le manoir du Bourg
- Le manoir de Bourrien
- Le manoir de Boutavent (village)
- Le manoir de Cadiheuc
- Le manoir de Carriou
- Le manoir de Crehuguen
- Le manoir de L' Aune
- Le manoir de la Boisselais
- Le manoir de la Boulay
- Le manoir de la Brossette
- Le manoir de la Bruyère
- Le manoir de la Châsse
- Le manoir de la Châtaigneraie
- Le manoir de la Cordonnaye
- Le manoir de la Courbe
- Le manoir de la Fontaine- Garel
- Le manoir de la Griochais
- Le manoir de la Harengeais
- Le manoir de la Houssaye
- Le manoir de la Morinais
- Le manoir de la Motte-Bruyère
- Le manoir de la Motte-Hénault
- Le manoir de la Pommeraie
- Le manoir de la Roche
- Le manoir de la Touche
- Le manoir de la Vairie
- Le manoir de la Ville-Briand
- Le manoir de la Ville-Carré
- Le manoir de la Ville-Éon: (XVe siècle), nom déformé en ville Léon, puis Villéon jusqu'au nom actuel. Propriétaires : (1420): Peu chère- (1513): L'anglais. Le logis en L est conservé avec des beaux volumes, porte voûtée en plein cintre, fenêtre moulurée, beau libre au en accolade, piedroits moulurés. Puits et four à pain. Dans les communs, encadrement des fenêtres en poudingue
- Le manoir de la Ville és Plaids
- Le manoir de La ville-Gicquel
- Le Manoir de la Ville- Herviett
- Le manoir de la Ville Hommet
- Le manoir de la Ville-Houée
- Le manoir de Labaudais
- Le manoir le Bas-Canlou
- Le manoir le Bas-Marquer
- Le manoir le Bout
- Le manoir du Breil
- Le manoir le Breil (ferme)
- Le manoir le Breil Nouvel
- Le manoir le Châtel
- Le manoir le Coudray
- Le manoir le Gacel
- Le manoir le Grand Delieu
- Le manoir le Levran
- Le manoir le Nedan
- Le manoir le Petit-Delieuc, daté de 1427 comme étant la propriété de la famille Hoyllier avec un mur de séparant le manoir de la métairie qui la jouxte. Appartient au sire de La Houssaye en 1513. Les murs extérieurs étant recouverts de ciment, il n'est pas permis de voir la constitution de ceux-ci vraisemblablement en schiste rouge de la région. Il conserve à l'intérieur un bel escalier à vis
- Le manoir le Petit-Lesvran
- Le manoir le Pin
- Le manoir le Plessis Jus
- Le manoir le Tertron
- Le manoir le Val de l'Isle
- Le manoir le Val-mort
- Le manoir le Vaugrassin
- Le manoir les Tesnières
- Le manoir de Lesvran
- Le manoir Saint-Ahan du XVIIIe siècle: vieil hameau, autrefois Saint Jean ou Saint-Jehan, conserve  plusieurs vieilles maisons en schiste rouge. Le manoir appartenait en 1427 à la famille Oren, puis en 1718 à dame Pellerin. Le manoir possédait une chapelle privée dont il ne reste aucune trace. Raoul, seigneur de Montfort en fit don au prieuré de  Telhouët, avant qu'elle ne devienne frairienne. Chaque année un pèlerinage y avait lieu pour obtenir la guérison  des " ahans ", (douleurs rhumatismales). Dans la façade du vieux logis on peut voir une fenêtre  murée, puis à l'autre extrémité du bâtiment dans le mur tout en pierre de façade, sous la limite du toit, seize trous de boulin, ce qui permet d'évaluer le domaine à 32 hectares, puisque la réglementation était de 2 colombes par hectare. À l'autre extrémité se dresse une petite maison en schiste et moellons, dont la façade est percée au rez-de-chaussée, d'une porte à deux battants, et à sa droite une fenêtre. Entre ces deux éléments se positionne une lucarne pendante. Ce manoir recouvert en ardoises, possédait une chapelle dont on ne retrouve pas de trace. Il est situé non loin de l'étang de Careil[60].
- Le manoir Tréez

#### Châteaux
- Le château de Treguil remonte au moins au XVIe siècle[61]. Il était la propriété des comtes de Montfort et faisait partie des défenses de cette ville. Le château tel que nous le voyons aujourd'hui est une reconstruction du début du XIXe siècle, vers 1820. Le pavillon nord-ouest est la partie la plus ancienne du château. Il abrite un escalier à vis, en bois et une cheminée du XIVe ou XVe siècle
- Le château du Breuil a été construit en 1863[62], de style néo-Renaissance le château a été fortement endommagé par un incendie dans la nuit du 27 au 28 juin 1903.
- Le château du Pin. Cette demeure a été construite au XIXe siècle à la place d'un ancien manoir. Aujourd'hui ce petit château abrite un gîte et des chambres d'hôtes[63].
- Le château de la Morinais[64].
- Château de Boutavent (ruines)[65].

#### Édifices religieux
- La chapelle Saint-Barthélémy[66].

#### Mégalithes, anciennes maisons
- Les anciennes maisons à boutiques du bourg. Les traces de l'ancienne activité commerciale de la ville sont visibles dans la présences de certaines maisons à boutique dans le centre bourg, rue de Gaël et boulevard de la Trinité.
- Trois monuments mégalithiques[67],[68],[69].

#### Moulins
- Moulin Hervy, ancien moulin à roues à aubes, puis « Minoterie Delieuc », édifié en 1920, sur le Meu.

### Sites naturels
- Vallon de la Chambre au Loup. Situé à 2 km du lac de Trémelin, le Vallon de la chambre au loup offre un paysage exceptionnel. Ce vallon a été creusé par un effondrement dû aux failles apparues dans les plissements du schiste et à l'érosion provoquée par la rivière. Il possède 70 hectares de landes boisées, de hautes falaises dont la plus vertigineuse atteint 35 m de hauteur. Ce petit canyon propose aussi des randonnées pédestres dans un beau décor naturel.

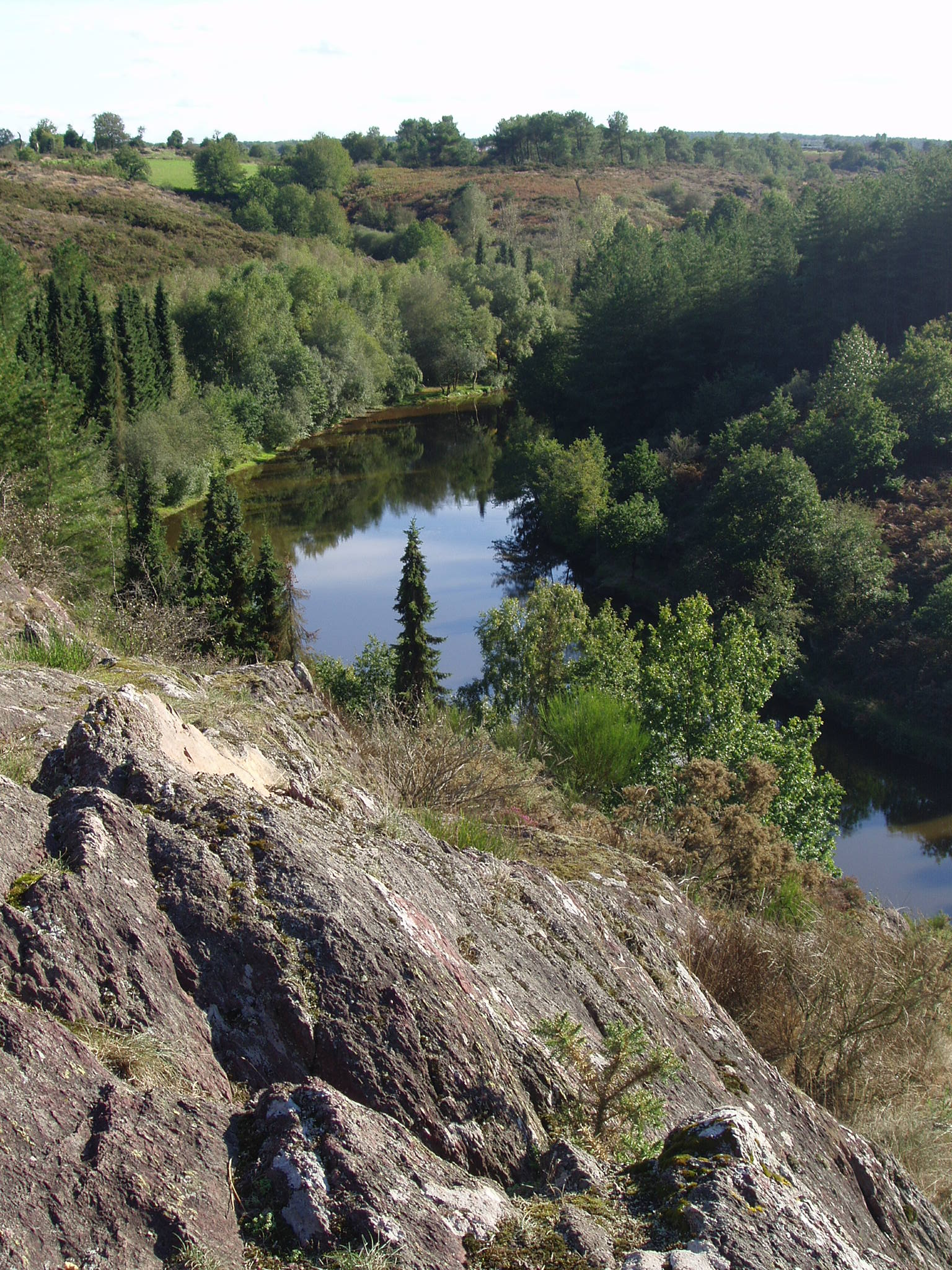
Vallon de la chambre au loup à l'orée de Brocéliande.

- Le Lac de Trémelin est un site naturel couvrant plus de 220 hectares. Le site comporte une grande forêt, mais aussi un des principaux étangs oligodystrophes d'Ille-et-Vilaine[70] et des landes, espaces classés zone naturelle d'intérêt écologique, faunistique et floristique. De nombreux circuits de randonnées (dont le tour de l'étang) permettent de découvrir le site. La base de loisirs et le centre équestre de Trémelin proposent aussi des activités de loisirs diverses. Depuis mai 2010, il existe aussi sur place, un lieu d'art contemporain nommé L'aparté[71].

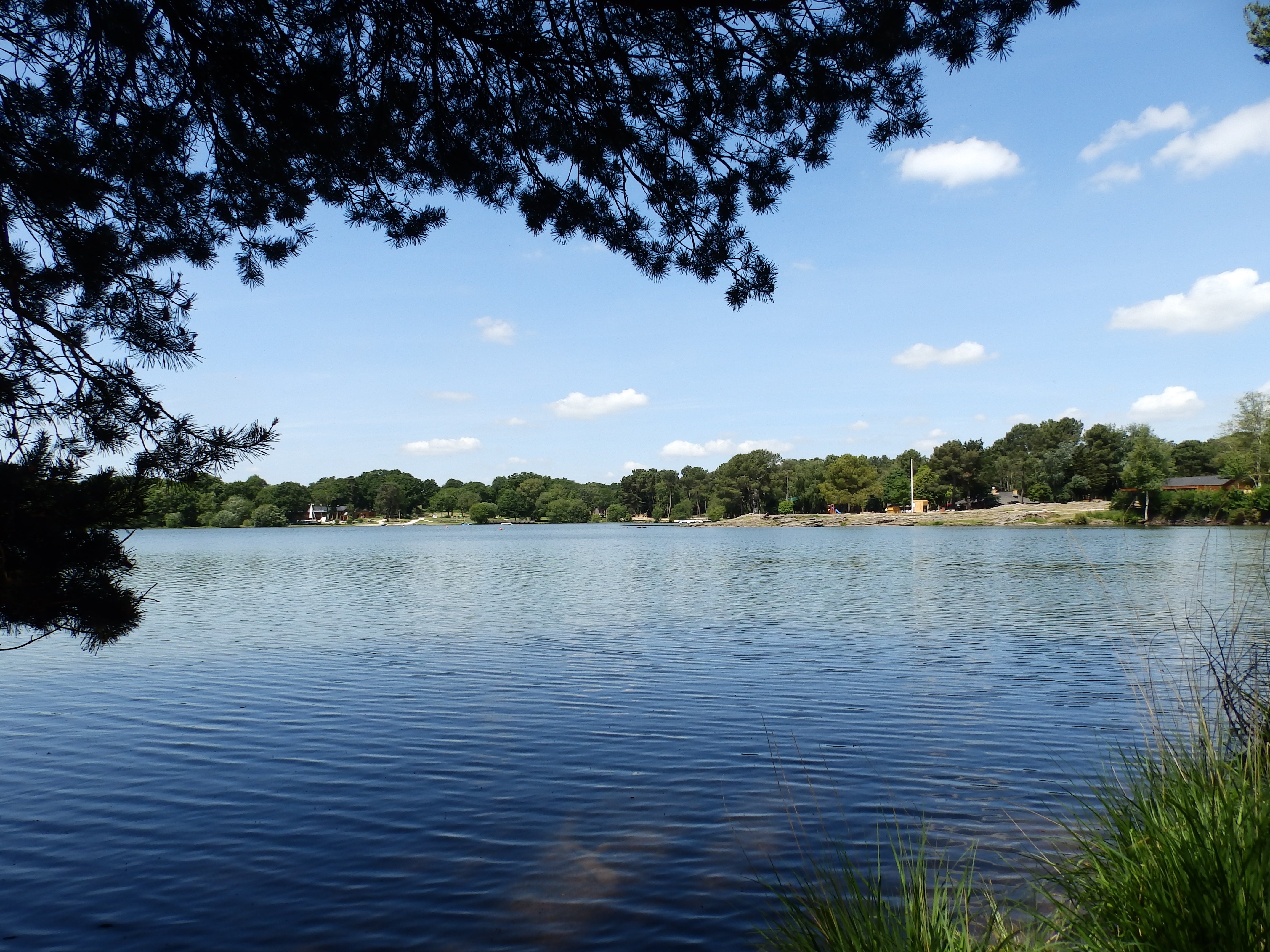
Lac de Trémelin.

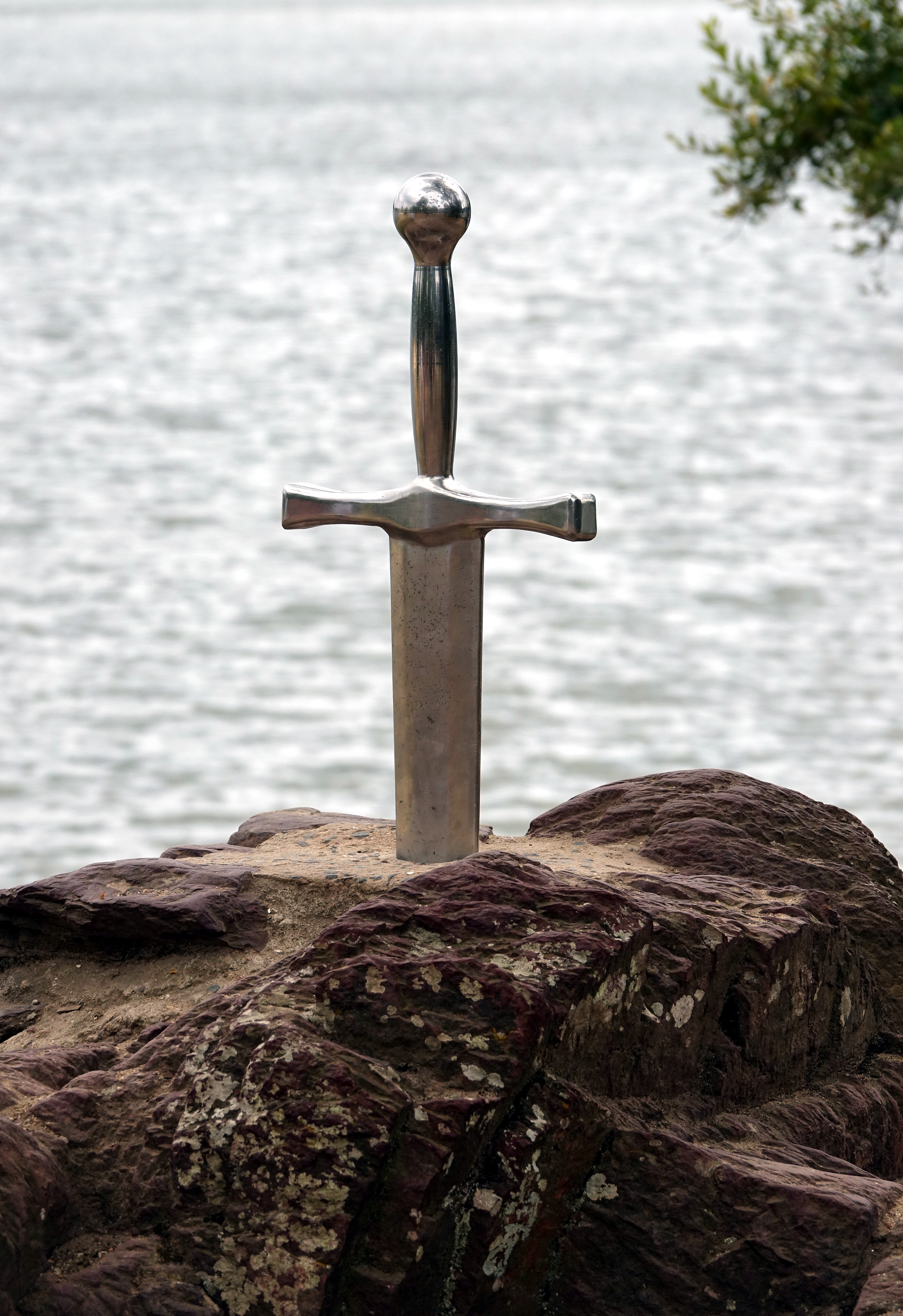
Épée du roi Arthur au bord du lac.

- Étang de Careil. Espace naturel départemental, l'étang de Careil de 96 hectares, accueille aujourd'hui une multitude d'oiseaux, de différentes variétés. Un observatoire ornithologique est à la disposition du public en particulier pour l'observation des oiseaux migrateurs ou hivernants[72].
- Domaine de Boutavent. Situé près de Trémelin et du vallon de la Chambre au loup, le domaine de Boutavent est marqué par l'empreinte de l'ancien château de Boutavent, château féodal construit par les seigneurs de Montfort (XIe au XIVe siècle). Des panneaux d'interprétation permettent aux visiteurs de comprendre l'histoire du site. Il constitue aussi un conservatoire des paysages où se côtoient forêt, landes et bocage.
- Forêt d'Iffendic s'étend sur plus de 300 hectares et se concentre surtout autour de Trémelin, du vallon de la Chambre au loup et du moulin du Casse. Les arbres qui constituent cette forêt sont surtout des chênes, des hêtres et des pins. De nombreux sentiers sont accessibles à pied, à cheval et à VTT pour certains. Dans cette forêt se trouve le bois des Pendues (ou « bois Oberthur »[73], appartenant à l'époque des faits au maire de la commune voisine de Monterfil : Louis-Gabriel Oberthur), où furent publiquement torturées et assassinées en août 1944 Marie Guillard, (env. 50 ans), Germaine Guillard (21 ans, fille de la précédente), Suzanne Lesourd (25 ans)[74] accusées à tort de collaboration avec les Allemands[75],[76]. Le procès des accusés fut interrompu en 1951 par le vote d'une loi d'amnistie[77],[78]. L'écrivain Hubert Hervé s'est inspiré du drame de Monterfil pour son roman policier « In nomine patris »[79].
- Arboretum. Créé en 2003, l'arboretum offre un lieu de balade au cœur du bourg d'Iffendic. En effet, un sentier balisé permet de déambuler entre les sculptures d'artistes locaux sur les bords du Meu.
- Vallée du Casse est ornée de chaos rocheux de poudingue. De grandes fissures découpent la roche. Dans l'une d'elles, un superbe chêne semble accroché à la paroi.

## Personnalités liées à la commune
- Famille Barrin ;
- Famille Huchet ;
- Jean-Marie Garnier (1748-1824), homme politique, député du clergé aux états-généraux de 1789, député d'Ille-et-Vilaine de 1811 à 1815 ;